# Uns reicht das nicht
Uns reicht das nicht ist ein deutsches Fernseh-Filmdrama des Regisseurs Jürgen Flimm aus dem Jahr 1979 mit Herbert Grönemeyer und Anna Henkel in den Hauptrollen. Produziert wurde der Film vom Westdeutschen Rundfunk.

## Handlung
Gerd ist ein junger Schlosser-Lehrling. Er ist sehr rebellisch und verliert eines Tages bei einer Auseinandersetzung mit seinem Meister die Kontrolle und wird handgreiflich. Dies hat zur Folge, dass er fristlos gekündigt wird. Gerd will sich aber keinesfalls eine neue Lehrstelle oder Arbeit suchen. Er will frei sein und das Leben genießen und nicht so enden wie sein Vater, der für „nichts und wieder nichts“ bis zum Lebensende gearbeitet hat. Viel lieber zieht er mit seiner Freundin Anna, der Tochter eines italienischen Arbeiters, und seinen besten Freunden Jörg und Thomas mit deren Freundinnen Gerda und Ilse um die Welt mit ihren Motorrädern, macht mit ihnen Musik und feiert mit ihnen eine ausgelassene Party in einer leerstehenden Villa.
Gerd und Jörg halten sich mit Gelegenheitsjobs finanziell über Wasser. Als Gerds Motorrad von einem Auto beschädigt wird, versuchen sie eine Versicherungsrechnung zu fälschen. Gerd klaut ein Motorrad vom selben Typ wie sein beschädigtes, kauft günstig ein weiteres Motorrad zum Ausschlachten und baut aus den verschiedenen Teilen zwei neue Motorräder zusammen. Die Clique träumt von einer eigenen Werkstatt, die sie mit dem Geld, das sie durch ihr kriminelles Vorhaben erwirtschaften, finanzieren möchten.
Als kurze Zeit später bei einer ihrer gemeinsamen Motorradtouren Jörg von einem Autofahrer von der Straße gedrängt wird, stirbt dieser noch am Unfallort. Der Verursacher begeht Fahrerflucht. Gerda und Ilse, geschockt von Jörgs Tod, steigen aus der Clique um Gerd, Anna und Thomas aus. Doch Gerd und Thomas wollen den Unfallverursacher nicht ungeschoren davon kommen lassen und suchen auf eigene Faust nach ihm.

## Hintergrund
Die Hauptdarsteller Herbert Grönemeyer und Anna Henkel lernten sich während der Dreharbeiten kennen und lieben. Die Erstausstrahlung erfolgte am 7. März 1979 im Westdeutschen Rundfunk. Seitdem wurde der Film nicht mehr gezeigt und lag im Giftschrank des WDR. Er wurde erst 2011 erneut ausgestrahlt.

## Soundtrack und Veröffentlichung
Produziert wurde der Soundtrack von Dieter Flimm, dem Bruder des Regisseurs des Films, und dem Jazzmusiker Bernt Laukamp. Die Tonaufnahmen fanden die in den Kölner Cornet Studios von Udo Gering und in den Helmreich Studios von Reiner Helmreich in Essen statt. Die Band Ocean Orchestra bestand aus Herbert Grönemeyer (Gesang), Markus Stockhausen (Trompete), Dieter Flimm (Schlagzeug) und Bernt Laukamp (Posaune). Am 24. August 2012 wurde der Film inklusive des Soundtrack von Ocean Orchestra mit englischen Liedern von Herbert Grönemeyer von Alive erstmals auf DVD bzw. CD herausgebracht.
1. Don’t Begin
2. Do It
3. The Music Is Still in My Mind
4. Skinflint
5. Long Live Boogaloo
6. There’s No Reason
7. Places Of Mine
8. Song Of The Waves
9. Can’t Stop Listen To Those Wonderful Chords
10. Sunny Feelings
11. You Can’t Win Part II

## Kritik
Der Filmdienst meinte, Uns reicht das nicht sei ein „(Fernseh-)Drama, das durchaus das Selbstverständnis der damaligen Jugend spiegelt“.